# 塔薩尼婭·甘宋曼盧
塔薩尼婭·甘宋曼盧（羅馬化：Tussaneeya Karnsomnut，1994年12月14日—），出生地泰國暖武里，小名Preaw，為泰國第7電視台旗下女演員及模特。代表作有《野蠻女2012》、《戀上黑澀會》及《天鵝羽翼2020》等。

## 個人簡歷

### 早期生活
Preaw於1994年12月14日出生於泰國暖武里。高中畢業於Satriwithaya School，因擅長泰式舞蹈與唱歌等才藝，當時在該校已是風雲人物。

### 演藝經歷
Preaw於2012年擔任雜誌的平面模特兒進入演藝圈，隨後與7台簽約，並開始拍攝電視劇。
2012年搭檔男星蘭實·西拉南儂（Auan／維尼）主演電視劇《野蠻女》。
2017年出演由帕德容琶·砂楚（Aum）、拉塔鵬·塔納帕特（Kelly）主演的古裝愛情劇《愛之火》，在劇中飾演Pinmanee公主，並憑藉該劇榮獲2017年泰國電視金獎的最佳女配角獎。

## 影視作品

### 電視劇
| 首播年份 | 戲名             | 戲名    | 播放平台    | 角色                    | 備註     |
| 首播年份 | 譯名             | 原文名  | 播放平台    | 角色                    | 備註     |
| 2010年   | 《Ban Tuek Kam》 |         | Ch3Thailand |                         | 特別出演 |
| 2012年   | 《野蠻女2012》   |         | Ch7HD       |                         | 主演     |
| 2013年   | 《金頂2013》     |         | Ch7HD       | Phapeung／Vee           | 主演     |
| 2014年   | 《天鵝詭計》     |         | Ch7HD       | Manow／Mattana／Jenny   | 主演     |
| 2014年   | 《血仇2014》     |         | Ch7HD       | Janya （Pia）           | 主演     |
| 2014年   | 《靈言》         |         | Ch7HD       | Phichasinee             | 配角     |
| 2015年   | 《戀上黑澀會》   |         | Ch7HD       | Kumarika （Kwang）      | 主演     |
| 2017年   | 《愛之火2017》   |         | Ch7HD       | Pinmanee （公主）       | 配角     |
| 2017年   | 《王夫人鬼魂》   |         | Ch7HD       | Pikul                   | 主演     |
| 2018年   | 《惡魔之舞》     |         | Ch7HD       | Tawika （Waw）          | 主演     |
| 2019年   | 《大督查2019》   |         | Ch7HD       | Kampaeng                | 主演     |
| 2019年   | 《槍手情曲2019》 |         | Ch7HD       | Priew                   | 主演     |
| 2020年   | 《天鵝羽翼2020》 |         | Ch7HD       | Linin （Nin）           | 主演     |
| 《狩獵》 |                  | Natasha | Ch7HD       |                         | 主演     |
| 2022年   | 《維瑪拉的圈套》 |         | Ch7HD       | Ornpreeya （Gun的前妻） | 主演     |
| 2023年   | 《湄公河2023》   |         | Ch7HD       | Kim                     | 主演     |
| 2024年   | 《詭計遊戲》     |         | Ch7HD       | Ingdao                  |          |

## 獎項與提名
| 年份   | 頒獎典禮                  | 獎項           | 入圍作品         | 結果 |
| 2023年 | 19th Kom Chad Luek Awards | 最佳女配角     | 《維瑪拉的圈套》 | 提名 |
| 2023年 | Maya TV Awards 2023       | 最佳電視女配角 | 《維瑪拉的圈套》 | 提名 |

## 外部連結
- 塔薩尼婭·甘宋曼盧於Channel 7的簡介 （页面存档备份，存于）（泰文）
- 塔薩尼婭·甘宋曼盧的Instagram帳戶（泰文）